# Кэгни, Джинн
Джинн Кэгни (англ. Jeanne Cagney; 25 марта 1919 — 7 декабря 1984) — американская актриса. Младшая сестра актёра Джеймса Кэгни и продюсера и актёра Уильяма Кэгни.

## Биография
Начала модельную карьеру в конце 1930-х и дебютировала в Pasadena Playhouse. Была дважды замужем, но оба брака распались. От первого брака с Джеком Моррисоном у Джинн было двое детей: Мэри Энн Робертс, Тереза Кэгни Моррисон. Они прожили вместе 20 лет. Второй раз актриса вышла замуж за актёра Росса Латимера с которым прожила 8 лет.
Совместно со своим братом Джеймсом Кэгни Джинн снялась в фильмах «Янки Дудл Денди», «The Time of Your Life» и «Человек с тысячью лиц».